# Suzuka Hasegawa
Suzuka Hasegawa (japonês: 長谷川涼香, Hepburn: Hasegawa Suzuka) (Kita, 25 de janeiro de 2000) é uma nadadora japonesa. 
Competiu na prova dos 200 metros borboleta feminino da natação nos Jogos Olímpicos de Verão de 2016 no Rio de Janeiro, Brasil.